# Lensi Römmer-Kuus
Lensi Römmer-Kuus (även Lency, Helene Kristina, fram till 1921 Rackfeldt, 1935–42 Põlla, från 1942 Kuus), född 18 december 1903 i Tallinn i Estland, död 20 november 1993 i Stockholm, var en estländsk skådespelare och teaterregissör som flydde sovjet ockupationen till Sverige 1944. Hon grundade Estniska Teater i Sverige 1950 och Stockholms Estniska Teater 1954. Hon regisserade, spelade, översatte och dramatiserade i Stockholms Estniska Teater fram till sin död.

## Biografi
Lensi Römmer-Kuus var född i en enkel arbetarfamilj, hennes pappa var snickare och mamma vävare. Hon var gift med Oskar Põlla och Edmar Kuus.     
Han gick på skolan i Tallinn kvällsgymnasium, senare i Tallinn Lärarseminarium. År 1919 började hon att spela i Ungdoms Förbundets dramagrupp, 1919-22 var hon redan professionell skådespelare i Dramateater i Tallinn, 1922-1923 var hon i Pärnu Endla, sedan 1929-1944 Tallinn Arbetarteater. Hon var medlem av Estniska Skådespelarförbundet från 1934. Hon har spelat i radioteater 1941 (Kosjasõit).
Innan Estland blev ockuperat av sovjet armen hann hon fly och kom till Sverige 1944. Inom ett par veckors tid engagerade hon sig som skådespelare tillsammans med en del andra kollegor som hade flytt över Östersjön. Det var ca 75 kompositörer, dansare, författare och teaterfolk som fick en speciell flyktingläger i Neglinge, nära Saltsjöbaden. Ett par månader senare grundades Estnisk Flyktingteater i Sverige. Året var 1945.  Flyktingteater åkte runt i olika flyktingläger, spelade en estnisk komediklassiker "Pisuhänd" och sedan kom en helt ny pjäs av en lett Martin Ziverts "Mülkasoo". Teatern blev uppskattad av estniska flyktingarna som kunde se egna favoritskådespelare från hemlandet stå på scener i hela Sverige eller kända pjäser spelas upp i ett helt nytt sammanhang. 
För Römmer-Kuus blev den estniska teatern den enda vägen till världen hon älskade. Efter en period med resande flyktingteater grundades det Stockholms Estniska Teater där hon blev regissör, skådespelare, översättare och dramatiserare hela livet. Det var inte längre en proffsteater, istället blev det lyx man kunde ägna sig åt efter den tunga arbetsveckan. Skådespelare själva tog risken med all finansiering, det blev sällan ett ekonomiskt lönsamt projekt för Römmer-Kuus. Hon fortsatte sitt arbete genom åren och utbildade nya unga skådespelare som kunde ta scener efter de gamla veteranerna började försvinna. 
Hon fick Estniska Kulturkommitteens (1977), Estniska Kulturförbundets(1983) samt Sverige Esternas Riksförbunds (1984) priser. Från 1993 delas det ut Lensi Römmer-Kuus och Edmar Kuus stipendium för unga skådespelare i Estland. Hennes hundraårs minnesdag firades i Estniska teatermuseum 2003.

## Teaterproduktioner[1]
- L. Koidula och Söödor, Ojamölder ja tema minia (1947)
- G.Helbemäe, Viibinud vastus (1948, spelade Amalia Güüsler)
- E.Wilde, Ideaalne abielumees (1950)
- B. Kangro, Linnuaiad (1952)
- A. Thoen och Römmer, Igaviku veskid (1955, spelade Vanaema)
- M. Waltari, Teine noorus (1956)
- Vesilo, Mudane põhi (1957)
- A. Mälk, Kui puu tahab õitseda (1958)
- O’Neill, Oi, noorus! (1962)
- E. Vilde, Pisuhänd (1965)
- Külvet, Lamp ei tohi kustuda (1968)
- A.H. Tammsaare och Särev, Elu ja armastus (1970)
- A.Mälk, Valgus sinu kätes (1972)
- Õun, Teispool tõusu (1974, spelade Naisadvokaat)
- A.Gailit och L. Römmer, Seeba kuninganna (1975)
- A.Mälk och L. Römmer, Õitsev meri (1976, spelade Ema)
- A.H.Tammsaare och L.Römmer, Karin ja Indrek (1978)
- Jaigi och L. Römmer, Üks noormees otsib pruuti (1979)
- Mägi, Agamemnoni kojutulek (1980)
- A.H.Tammsaare och L. Römmer, Armastuse tähisel (1982)
- K. Ristikivi och L. Römmer, Õige mehe koda (1983)
- L. Römmer, Koidulauliku jälgedes (1985)
- K. Saarsen, Merehunt (1986)

## Roller[1]
- Liina (Kitzbergi Püve talus, 1919 Noorte Ühenduses)
- Matilde (Vilde Pisuhänd, 1920 Noorte Ühenduses)
- Juts (Koidula Säärane mulk, 1920)
- Mabel (Bauer Kuningatrust, 1921)
- krahvinna Restaud (Hasenclever Gobseck, 1929)
- Mob (Sinclair Mob, 1929)
- Nataša (Gorki Põhjas, 1931)
- Elts (Mälgu Vaese mehe ututall, 1931)
- Miina (Kitzbergi ja Simmi Kosjasõit, 1932)
- Masinapreili (Undla Normaalse mõistuse kalmistul, 1933)
- Nastja (Mälgu Neitsid lampidega, 1933)
- Maria(Mihali Olen 26-aastane, 1933)
- Maie (Kitzbergi Enne kukke ja koitu, 1934)
- Mizzi (Töröki ja Emödi Tütarlaps tänaval, 1935)
- Linda (M. Raua Kirves ja kuu, 1936)
- Jurek (Werner Inimesed ajujääl, 1937)
- Teele (Lutsu ja Särevi Tootsi pulm, 1937, Äripäev, 1938, ja Sügis, 1939)
- Elina (Blaumanis Rätsepad Sillamatsil, 1938)
- Miili (Kitzbergi Kauka jumal, 1939)
- Tiina (Kitzbergi Püve talus, 1940)
- Blandina (Goldoni Kahe isanda teener, 1941)
- Kõrboja Anna (Tammsaare ja Särevi Kõrboja peremees, 1942)
- Tiiu (Raudsepa Vedelvorst, 1943)
- Anne (Kitzbergi Neetud talu, 1944)
- Ilona (Bokay Abikaasa, 1946 Estniska Flyktingteater i Sverige)
- Elisabet (Valtari Teine noorus, 1956 Stockholms Estniska Teater)
- emand Brigitte (Kleisti Lõhutud kruus, 1987 Stockholms Södra Teater)